# Tour Asinelli
La tour Asinelli (en italien : torre degli Asinelli) est une tour de Bologne, en Italie. Avec sa tour jumelle Garisenda, elles sont l'un des symboles de la ville.

## Caractéristiques

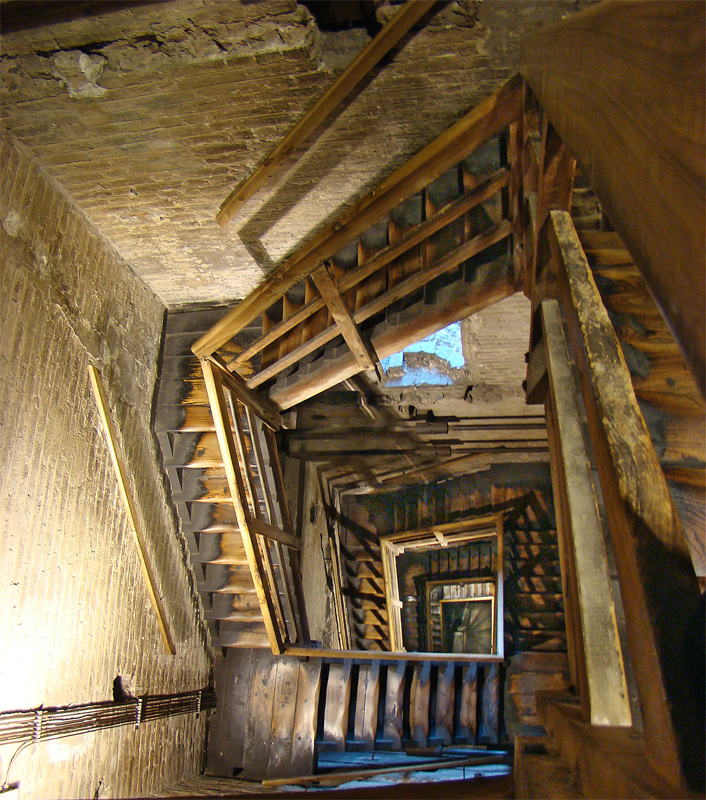
Vue de l'escalier intérieur en bois de la tour.

La tour Asinelli s'élève dans le centre historique de Bologne sur la piazza di Porta Ravegnana, au croisement de cinq rues : la via Rizzoli à l'ouest et la via San Vitale, la strada Maggiore, la via Santo Stefano et la via Castiglione à l'est, du nord-est au sud. La tour Garisenda s'élève légèrement au nord, à une dizaine de mètres.
Avec une hauteur de 97,2 m, c'est la plus haute des tours de Bologne. Elle est inclinée de 1,3°, avec un déport de 2,2 m au sommet. Il s'agit d'un édifice au plan carré, en maçonnerie. La tour est essentiellement creuse et un escalier intérieur en bois de 498 marches, qui court en spirale le long des murs, permet d'accéder au sommet. La tour est une attraction touristique et sa montée est ouverte au public.
La base de la tour est formée d'un fortin, la Rocchetta.

## Historique

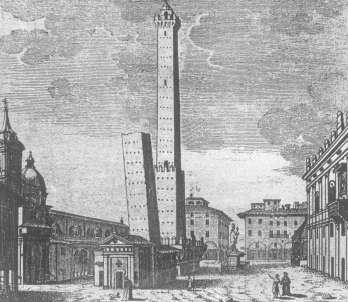
Les tours Asinelli (au fond) et Garisenda (devant et inclinée), représentées en 1767 par le graveur Pio Panfili.

Un grand nombre de tours ont été érigées à Bologne aux XIIe et XIIIe siècles, pour des raisons mal éclaircies : on suppose que les familles les plus riches de la ville, lors de la période de la querelle des Investitures, les utilisaient comme des instruments de défense autant que comme symboles de pouvoir. La tour Asinelli a été construite entre 1109 et 1119 ; son nom est celui de la famille à laquelle on a attribué sa construction. En réalité, le premier document citant les Asinelli ne remonte qu'à 1185, presque soixante-dix ans après la date présumée de la construction. On peut supposer, par l'examen de la maçonnerie, que la tour ne s'élevait à l'origine qu'à une soixantaine de mètres, et que sa hauteur a été ensuite graduellement portée à sa valeur actuelle.
La tour Asinelli a subi un incendie en 1185. La commune en devient propriétaire au XIVe siècle et l'utilise comme fortin et comme prison. À cette époque est ajoutée une passerelle de bois juchée à une trentaine de mètres, l'unissant à la tour Garisenda ; cette passerelle fut détruite par un incendie en 1398. On prétend que cette construction a été voulue par Jean Visconti, duc de Milan, qui avait pris le pouvoir à Bologne et désirait tenir à l'œil le turbulent marché central, aujourd'hui rue Rizzoli, et prévenir d'éventuelles révoltes. La Rocchetta, la base de la tour, fut édifiée en 1488 pour abriter la garde. L'escalier intérieur a été achevé en 1684.
Les savants Giovanni Battista Riccioli (en 1640) et Giovanni Battista Guglielmini (en), au XVIIIe siècle, utilisèrent la tour pour effectuer des expériences sur la chute des corps et la rotation de la Terre. Un paratonnerre a été installé en 1824. Pendant la Seconde Guerre mondiale, entre 1943 et 1945, la tour servit à des fonctions de repérage : quatre volontaires se postaient au sommet de la tour pendant les bombardements alliés, afin de diriger les secours vers les endroits frappés par les bombes. Plus récemment, la tour Asinelli a supporté un émetteur de télévision de la RAI.
La Rocchetta, la base de la tour, a été restaurée en 1998.

## Dans la légende
Une superstition veut que les étudiants de l'Université de Bologne ne puissent monter sur la tour Asinelli, sous peine de rater leurs examens.